# 杨发森
杨发森（1971年2月—），男，汉族，甘肃古浪人。中华人民共和国政治人物。1990年12月参加工作，1993年6月加入中国共产党，中共新疆维吾尔自治区党委党校行政管理专业毕业，党校大学学历。曾任中共新疆维吾尔自治区党委常委、乌鲁木齐市委书记，中共青海省委常委、政法委书记。中共第二十届中央候补委员。2024年10月14日因涉嫌违纪违法接受中央纪委国家监委纪律审查和监察调查。

## 生平

### 新疆
杨发森于1990年12月至1994年3月任解放军36107部队战士。1999年1月任阿克苏地区阿克苏市库木巴希乡党委副书记、书记；2004年4月任阿克苏市依干其乡党委书记；2008年12月任中共阿克苏市委副书记；2010年9月任中共拜城县委书记；2014年7月任中共库车县委书记，因其主政库车县期间表现优异，于2015年6月获中共中央组织部授予「全国优秀县委书记」称号。
2016年12月，杨发森升任中共和田地委副书记、政法委书记。2018年2月任中共和田地委书记。2021年3月任新疆维吾尔自治区人民政府副主席，晋升副部级。同年10月任中共新疆维吾尔自治区党委常委、乌鲁木齐市委书记，系时任全国最年轻的省会城市一把手。杨发森執政乌鲁木齐期间发生了2022年7月新疆维吾尔自治区2019冠状病毒病聚集性疫情，全市为了清零防疫采取持久封城措施造成巨大民怨，最终在高层住宅楼火灾事故过后爆发群众抗议，且悼念与示威活动蔓延至全国多地。2022年10月，当选为中国共产党第二十届中央委员会候补委员。

### 青海
2023年5月，杨发森调任中共青海省委常委、政法委书记。

## 落马
2024年10月因涉嫌严重违纪违法，主动投案，接受中央纪委国家监委纪律审查和监察调查。2025年3月，经中共中央政治局审议，中央纪委国家监委决定给予其开除党籍开除公职处分，中止中共二十大代表资格，收缴违纪违法所得，移送司法机关审查起诉。给予其开除党籍的处分，待召开中央委员会全体会议时予以追认。同月，杨发森涉嫌受贿一案，由国家监察委员会调查终结，移送检察机关审查起诉，最高人民检察院依法以涉嫌受贿罪对杨发森作出逮捕决定。6月5日，经最高人民检察院指定，杨发森涉嫌受贿一案由陕西省汉中市人民检察院向汉中市中级人民法院提起公诉。起诉书显示，杨发森的贪腐始于担任中共阿克苏市依干其乡党委书记时期，时间跨度达20年。